# Rhinella rubescens
Rhinella rubescens é uma espécie de anfíbio da família Bufonidae. Endêmica do Brasil, onde pode ser encontrada nos estados do Piauí, Pará, Goiás, Bahia, Minas Gerais, Mato Grosso do Sul e São Paulo.